# Brisk (Frisiercreme)
Brisk ist eine Frisiercreme, die 1951 von der Elida GmbH auf den Markt gebracht wurde.

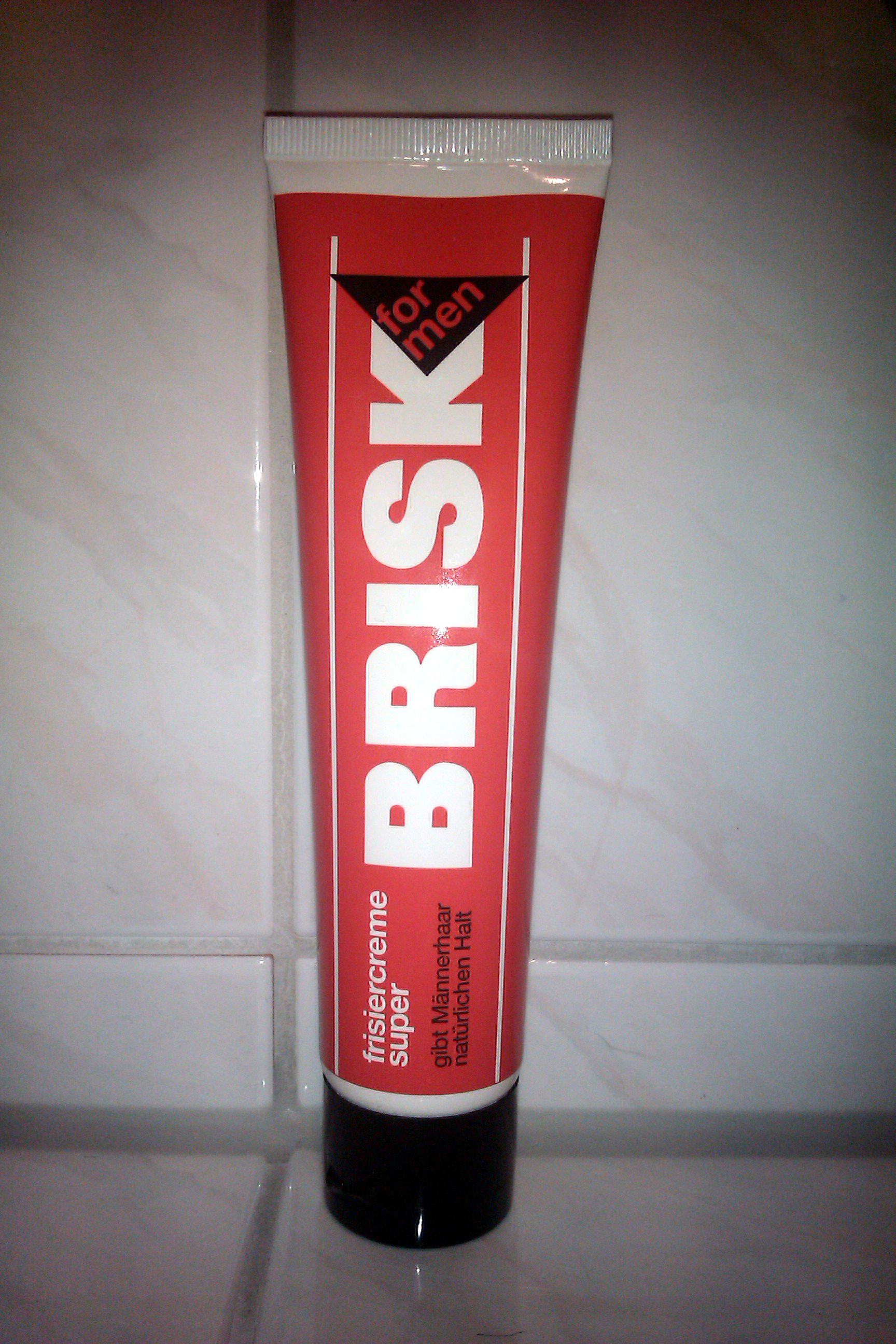
Brisk frisiercreme super

Die Marke wechselte mehrmals den Besitzer, zuletzt 2004, als sie der britische Kosmetikhersteller Lornamead von Unilever übernahm. Seit ihrem Marktstart wird Brisk von den verschiedenen Herstellern mit weitestgehend erhaltener Originalrezeptur vertrieben. Nach Einstellung der Adrett durch Diplona im Jahr 2007 ist Brisk eine der letzten noch erhältlichen deutschen Frisiercremes und wird – im Gegensatz zu den meisten anderen Pomaden und Frisiercremes – auch heute noch im Einzelhandel angeboten. Sie und ihr als „süßlich-herb“ beschriebener Duft erhielten in der Nachkriegszeit einen gewissen Kultstatus in Deutschland.